# Instituto Nacional de Estadística (Bolivia)
Het Instituto Nacional de Estadística, afgekort INE, is het nationale instituut voor statistiek van Bolivia. Het instituut houdt zich bezig met het verzamelen en analyseren van statistische data. Het INE is onder meer verantwoordelijk voor de volkstellingen in Bolivia, de laatste vond plaats in 2001.